# Akihabara dennō gumi
Akihabara dennō gumi (アキハバラ電脳組?) o Cyber Team in Akihabara è una serie televisiva anime trasmessa in Giappone nel 1998, da cui è stato tratto anche un manga e un film cinematografico nel 1999.

## Trama
Nel 2010 a Tokyo, una specie di peluche meccanici chiamati "PataPi", giocattoli per bambine con limitata intelligenza artificiale, stanno spopolando fra i piccoli giapponesi. Hibari Hanakoganei, una studentessa dodicenne di Akihabara, ne vorrebbe uno anche lei, ma i suoi genitori si rifiutano di comprane uno. Contemporaneamente, lei sogna sempre di uno strano principe in bianco. Un giorno le pare di vedere il ragazzo dei suoi sogni sotto un albero, ed immediatamente corre da lui. Ma in realtà non trova nulla, eccetto un PataPi caduto nel cielo proprio nelle sue mani. Felice come una pasqua, Hibari battezza il suo PataPi Den-suke. Il giorno seguente Hibari viene aggredita da una strana donna che vuole a tutti i costi il suo Densuke. Quando Hibari sta per avere la peggio, Densuke si trasforma in una potentissima guerriera che somiglia incredibilmente a Hibari. Allontanata la donna e difesa la "padroncina" Densuke torna ad essere un semplice PataPi. Inizia quel giorno per Hibari, un'incredibile avventura che la porterà a conoscere altre ragazze che hanno avuto in dono quegli strani PataPi mutanti, e che formeranno l'"Akihabara Cyber team"!

## Personaggi
- Hibari Hanakoganei

Doppiata da Ryōka Shima
Protagonista della serie, Hibari è una dodicenne come tante altre, che frequenta la scuola elementare di Akihabara. Non è particolarmente fine o femminile, inoltre non è neppure molto brava ne nello studio ne nello sport. Tuttavia è una ragazza molto romantica e sogna di diventare una donna bella ed elegante per potersi incontrare col principe azzurro dei suoi sogni. Fonda il Cyber Team con le sue quattro amiche.
- Densuke

Doppiata da Megumi Shintani
PataPi di Hibari, può trasformarsi in Diva Aphrodite. Assolutamente poco furbo, sembra impacciato anche nelle cose più semplici e sa dire solo "PiPi" and "Pipibikipi". Nonostante questo però Hibari gli è molto affezionata. Tuttavia nella sua forma Diva è molto potente.
- Suzume Sakurajoseu

Doppiata da Kozue Yoshizumi
Migliore amica di Hibari, a differenza sua è una ragazza molto intelligente e studiosa. È di famiglia ricca e tende ad essere possessiva con tutto e tutti. Normalmente è calma e tranquilla ma quando si arrabbia (specie con tsubame) perde davvero il controllo. Ha l'hobby di lavorare i mecha. Avendo 13 anni è la più piccola del Cyber Team
- Francesca

Doppiata da Yui Horie
PataPi di Suzume, può trasformarsi in Diva Hestia. Il suo nome completo è Francesca Leopard Classic Renoir Sanhasha III. Il PataPi più intelligente del gruppo, a cui Suzume dedica eccessive cure, spendendo diverse quantità di denaro su di esso.
- Tsugumi Higashijujo

Doppiata da Yū Asakawa
Esperta di arti marziali, ma in generale di ogni sport (a causa di un padre maestro di arti marziali e una madre wrestler), Tsugumi è una ragazza forte e aggressiva, ammirata più dalle ragazze che dai maschi che invece la temono. Adora cantare, cosa che la rilassare tantissimo. Almeno una volta al giorno litiga con Suzume.
- Tetsuro

Doppiato da Motoko Kumai
PataPi di Tsugumi, può trasformarsi in Diva Athena. È di carattere molto aggressivo proprio come la padrona, ed è decisamente potente tanto che spesso Tsugumi lo usa come sparring partner nei suoi match!
- Tsubame Otori

Doppiata da Megumi Hayashibara
Tsubame arriva dalla Francia con Gigogne, una vecchia conoscenza del preside della scuola di Akihabara. Il suo scopo è di infiltrarsi nel Cyber Team e spiarne le mosse per conto di Rosenkreuz. Ma in seguito Tsubame deciderà di diventare un membro vero del Cyber Team. Introversa e silenziosa, Tsubame difficilmente mostra emozioni e parla molto raramente. In realtà lei è una forma di vita artificiale, ma scoprirà le emozioni umane grazie all'amicizia di Hibari.
- Petit-Ange

Doppiata da Hiromi Tsuru
PataPi di Tsubame, può trasformarsi in Diva Erinnus. Petit-Ange è ancora più stupido di Densuke, tuttavia è dotato di una forza straordinaria, tanto che prima di far parte del Cyber Team gli altri PataPi lo temevno.
- Kamome Sengakuji

Doppiata da Miki Nagasawa
Proveniente da Osaka e con origini italiane, Kamome è di famiglia povera, e fa quasi qualunque cosa per soldi, anche piccoli imbrogli ai suoi compagni di classe. Inoltre ha la tendenza a considerarsi superiore agli altri, e per dimostrare questo spesso si veste e si pettina come una ragazza molto più grande dei suoi tredici anni.
- Billiken

Doppiato da Wasabi Mizuta
PataPi di Kamome, può trasformarsi in Diva Amphridite. Usato da kamome come un vero e proprio salvadanaio (che spesso si rifiuta di restituire ciò che contiene!), Billiken ha imparato dalla padrona a dire soltanto "Dammi i soldi!".
- Jun Gotoguji

Doppiata da Chieko Honda
Conosciuta anche come "Blood Falcon", Jun sembra una normalissima impiegata di una ditta di Akihabara, ma in realtà è agli ordini di Shooting Star, di cui è anche innamorata. Non usa grandi strategie e preferisce usare la forza bruta.
- Miyama Soshigaya

Doppiata da Sakiko Tamagawa
Conosciuta come "Death Crow", Miyama è molto intelligente e studia letteratura. Normalmente è una ragazza timida e silenziosa ma nelle vesti di "Death Crow" cambia completamente, diventando imperlogorroica.
- Hatoko Daikanyama

Doppiata da Yumi Kakazu
Conosciuta anche come "Dark Piegeon", Hatoko è una idol piuttosto popolare, adorata dalle ragzzine, compresa Tsugumi. All'apparenza sembra un'oca giuliva, ma in realtà spesso agisce segretamente per attirarsi le simpatie di Shooting Star.
- Takashi Ryugasaki

Doppiato da Tomokazu Seki
Conosciuto come "Shooting Star", Takashi è un ottimo studente di 14 anni figlio di Washu Ryugasaki, il preside della scuola di Akihabara. Il suo scopo è di trovare e risvegliare l'"anima mundi", per riceverne l'enorme potere. È al comando del trio formato da Jun, Miyama e Hotoko. In realtà non è un umano, ma un essere artificiale proprio come Tsubame.
- Washu Ryugasaki/Christian Rosenkreuz

Doppiato da Takahiro Suzuoki
Rosenkreuz lavorava come apprendista dal famoso scienziato Paracelsus nel XVI secolo. Entrambi bevvero una pozione su cui lavorava Paracelsus. Il maestro morì mentre Rosenkreuz ottenne una vita incredibilmente lunga. Tuttavia quello che vuole effettivamente è la vita eterna e per ottenerla deve risvegliare l'anima mundi. Per fare ciò ha creato un'organizzazione chiamata Rosenkreuz. Nel frattempo è il preside della scuola di Akihabara col falso nome di Washu Ryugasaki.
- Crane Van Streich

Doppiato da Kappei Yamaguchi
È il bianco principe dei sogni di Hibari, in realtà uno scienziato della prima metà del ventesimo secolo. Aiutò Rosenkreuz a costruire un computer per cercare l'anima mundi, ignorando quale fosse il reale scopo della sua ricerca. Cercando di opporsi fu bloccato in animazione sospesa da Rosenkreuz. In questo stato l'unico modo per comunicare era farlo attraverso i sogni. Crane è anche l'inventore delle Divas.

## Episodi
| Nº | Titolo italiano Giapponese 「Kanji」 - Rōmaji                             | In onda           | In onda |
| Nº | Titolo italiano Giapponese 「Kanji」 - Rōmaji                             | Giapponese        |         |
| 1  | Diva 「ディーヴァ」 - deiva                                               | 4 aprile 1998     |         |
| 2  | Kuroi Ryusei 「黒い流星」 - kuroi ryūsei                                  | 11 aprile 1998    |         |
| 3  | Homunculus 「ホムンクルス」 - homunkurusu                                 | 18 aprile 1998    |         |
| 4  | Death Crow 「デスクロウ」 - desukurō                                      | 25 aprile 1998    |         |
| 5  | Cockatrice 「コカトリ」 - kokatori                                        | 2 maggio 1998     |         |
| 6  | Shiroi ooji 「白い王子」 - shiroi ōji                                     | 9 maggio 1998     |         |
| 7  | Billiken 「ビリケン」 - biriken                                           | 16 maggio 1998    |         |
| 8  | Gonin me... 「五人目…」 - gonin me...                                     | 23 maggio 1998    |         |
| 9  | Onsen 「温泉」 - onsen                                                    | 30 maggio 1998    |         |
| 10 | Kessen Akihabara 「決戦アキハバラ」 - kessen akihabara                    | 6 giugno 1998     |         |
| 11 | Akai kutsu 「赤い靴 未チェック」 - akaikutsu hitsuji chiekku              | 13 giugno 1998    |         |
| 12 | Kuroi Diva 「黒いディーヴァ」 - kuroi deiva                               | 20 giugno 1998    |         |
| 13 | Tsubame 「つばめ」 - tsubame                                              | 27 giugno 1998    |         |
| 14 | Sarinishi hibi no hikari 「去りにし日々の光」 - sari nishi hibi no hikari | 4 luglio 1998     |         |
| 15 | Suna no shiro 「砂の城」 - suna no shiro                                  | 11 luglio 1998    |         |
| 16 | Anima Mundi 「アニマ・ムンデイ」 - anima. mundei                          | 18 luglio 1998    |         |
| 17 | Shinsei 「新生」 - shinsei                                                | 25 luglio 1998    |         |
| 18 | Naraku 「奈落」 - naraku                                                  | 1º agosto 1998    |         |
| 19 | Kamen 「仮面」 - kamen                                                    | 8 agosto 1998     |         |
| 20 | Hane hiraku toki 「羽ひらくとき」 - hane hirakutoki                       | 15 agosto 1998    |         |
| 21 | Shokan 「召還」 - shōkan                                                  | 22 agosto 1998    |         |
| 22 | Ima hitotabi no maboroshi 「今ひとたびの幻」 - ima hitotabino maboroshi   | 29 agosto 1998    |         |
| 23 | Saidan toshi 「祭壇都市」 - saidan toshi                                  | 5 settembre 1998  |         |
| 24 | Shitsurakuen 「失楽園」 - shitsuraku sono                                 | 12 settembre 1998 |         |
| 25 | Tabidachi 「旅立ち」 - tabidachi                                          | 19 settembre 1998 |         |
| 26 | Birth 「Birth」 - Birth                                                   | 26 settembre 1998 |         |

## Colonna sonora
- Sigla di apertura

Birth cantata da Masami Okui
- Sigla di chiusura

Taiyou no Hana cantata da Masami Okui

## Film
Il 14 agosto 1999  è stato proiettato nelle sale giapponesi il film  Akihabara dennō gumi: 2011 nen no natsuyasum diretto da Hiroaki Sakurai e Yoshitaka Fujimoto e prodotto da Production I.G e Xebec. La sigla iniziale del film Labyrinth è interpretata da Masami Okui. Il film è stato proiettato in abbinamento a Utena la fillette révolutionnaire - The Movie: Apocalisse adolescenziale.